# MTV Video Music Award a legjobb videójátékhoz írt betétdalért
Az MTV Video Music Award a legjobb videójátékhoz írt betétdalért díjat csak 2006-ban adták át a Legjobb videójáték betétdal kategória kiegészítéseként. Az MTV Video Music Awards 2007-es átalakításával a kategóriát megszüntették.
| Év   | Győztes                                                   | További jelöltek |
| ---- | --------------------------------------------------------- | --- |
| 2006 | The Elder Scrolls IV: Oblivion (zeneszerző: Jeremy Soule) | - Dreamfall: The Longest Journey (zeneszerző: Leon Willett) - Electroplankton (felhasználó által generált zene) - Hitman: Blood Money (zeneszerző: Jesper Kyd) - Ghost Recon: Advanced Warfighter (zeneszerző: Tom Salta) |